# أنجيلا هارتلي برودي
أنجيلا هارتلي برودي (بالإنجليزية: Angela Hartley Brodie)‏ (ولدت في 28 سبتمبر 1934 في مانشستر في المملكة المتحدة، وتوفيت في 7 يونيو 2017 في فولتون بماريلاند) هي عالمة كيمياء حيوية بريطانية لعبت دوراً ريادياً في تطوير مثبطات الأروماتاز الستيرويدية في مجال أبحاث السرطان. ولدت برودي في مانشستر الكبرى، بعد حصولها على درجة البكالوريوس والماجستير في الكيمياء الحيوية من جامعة شفيلد، حصلت على درجة الدكتوراه في علم الأمراض الكيميائية في عام 1961 من جامعة مانشستر. وحصلت على زمالة ممولة من معاهد الصحة الوطنية الأمريكية.
بعد سبعة عشر عاماً من العمل على وسائل منع الحمل الفموية مع زوجها هاري برودي في شروزبري بولاية ماساتشوستس. حوّلت اهتمامها إلى آثار الإنزيم المنتج لهرمون الأستروجين المعروف باسم الأروماتاز على سرطان الثدي. نجحت برودي في إدخال مثبط أروماتيز في تجربة سريرية محدودة على مرضى سرطان الثدي في لندن، والتي كان لها تأثير كبير لدرجة أنّها أدت إلى تجارب ممولة من عملاق الأدوية السويسري نوفارتس، وتطوير فورميستان وهو أول مثبط أروماتيز سُوّق في نهاية المطاف في عام 1994. رُحب بعمل برودي باعتباره إحدى أهم المساهمات في علاج مرض السرطان"

## مطلع حياتها وتعليمها
ولدت برودي أنجيلا هارتلي يوم 28 سبتمبر عام 1934 في بلدة أولدم بمنطقة لانكشر الإنجليزية. كان والدها هربرت هارتلي كيميائيًا صناعيًا يعمل في البولي يوريثانات وهو الذي كان مصدر الإلهام الذي جذبها إلى العلوم. تعلمت برودي في مدرسة داخلية تابعة لجمعية الأصدقاء الدينية قبل التحاقها للدراسة بجامعة شفيلد، حيث تخرجت منها بشهادة جامعية في اختصاص الكيمياء الحيوية.
واشتغلت بعيد مغادرتها الجامعة في بنك للدم قبل أن تجد وظيفة مخبرية بصفة مساعدة باحث في قسم الأبحاث الهرمونية في مستشفى كريستي بمدينة مانشستر وقد ركزت دراستها هناك على سرطان الثدي المعتمد على الإستروجين على مدى سنتين اثنين قبل التحاقها بجامعة مانشستر لدراسة الدكتوراه.
حصلت برودي على درجة الدكتوراه في علم الأمراض الكيميائي من جامعة مانشستر عام 1961، إذ ركزت أبحاثها في المقام الأول على هرمون الألدوستيرون.

## سيرتها المهنية (1962-2016)
فازت برودي نتيجة حصولها على درجة الدكتوراه زمالة بفترة تدريب خاص بمرحلة ما بعد الدكتوراه مدفوعة التكاليف لمدة سنة واحدة من معاهد الصحة الوطنية الأمريكية في جامعة كلارك ومؤسسة وستر للبحوث الطبية الحيوية في بلدة شروزبري بولاية ماساتشوستس الأمريكية لمدة سنة واحدة بعد الدكتوراه. أجرت أبحاثها في مؤسسة وستر للبحوث الطبية الحيوية خلال الفترة الممتدة من عام 1962 حتى عام 1979. وهنالك عملت في بادئ الأمر على استخدام حبوب منع الحمل للألدوستيرون إلى جانب عدد من العلماء، من بينهم هاري برودي الذي تزوجته (وحملت شهرته) عام 1964، وميكا هيانو التي توفيت جراء إصابتها بسرطان الثدي في الأربعينيات من عمرها. اضطرت برودي لأخذ إجازة بعيداً عن عملها على مدى السنوات القليلة التالية، عندما أنجبت طفلين وهما مارك وجون هارتلي برودي (1970-2006).
التحقت برودي بمختبر زوجها كأحد علماء كادر العمل المخبري حينما عادت إلى العمل عام 1971، والتفتوا إلى أبحاث سرطان الثدي، ولا سيما صلته بالإستروجين وإنزيم الأروماتاز الذي ينتجه. وعملوا على تطوير عدة مثبطات أروماتاز ستيرويدية، وركزت على 4-هيدروكسي أندروستندويون.
انتقلت إلى ولاية ماريلاند عام 1979 بتشجيع من عالمة وظائف الأعضاء كورنيليا تشانينج للانضمام إلى كلية الطب بجامعة ماريلاند في بالتيمور، أولاً كأستاذة مساعدة ومن ثم أصبحت لاحقاً أستاذة في علم الأدوية والمداواة التجريبية، وهذا بالإضافة إلى عملها في قسم علم وظائف الأعضاء بالجامعة ودورها كباحثة في مركز السرطان بجامعة ماريلاند غرينباوم. قدَّمت بحثاً عن مثبطات الأروماتاز في مؤتمر بروما عام 1980، وهو ما قاد أنجيلا إلى التعاون مع عالم الأورام البريطاني تشارلز كومبس (الآن في كلية لندن الإمبراطورية)، حيث باشر الاثنان بإجراء تجارب سريرية على المانع 4-هيدروكسي أندروستندويون (4-OHA) في مستشفى رويال مارسدن التخصصي لعلاج السرطان في لندن.
نظّم كومبس أول تجربة سريرية عام 1981. وفي تلك المرحلة، لم يكن 4- هيدروكسي أندروستندويون حاصلاً على أيّ براءة اختراع، لأن برودي اتخذت القرار بوضع مرضاها قبل الربح.
أعطى كومبس 4-هيدروكسي أندروستندويون (4-OHA) إلى 11 امرأة في عام 1982، مع ملاحظة تحسن كبير على 4 منهن. وكانت النتائج مشجعة بما يكفي حتى أن نوفارتس كانت على استعداد لتمويل المزيد من التجارب السريرية. كان 4-هيدروكسي أندروستندويون (4-OHA) المسمى فورميستان أول مثبط للأروماتاز يستخدم في علاج مرضى مصابات بسرطان الثدي وثَبُتَ إظهاره تحسّناً كبيراً على دواء تاموكسيفين وهو الدواء المعتمد المستخدم لعلاج حالات الإصابة الإيجابية بسرطان ثدي مستقبلات الاستروجين لدى النساء بعد سن اليأس، وهي المجموعة الأكثر عرضة للإصابة بسرطان الثدي واللواتي تكون أورامهن أكثر استجابة للعلاج المضاد للإستروجين. سُوِّق الدواء لأول مرة عام 1994.
حفَّزت النجاحات المبكرة لـ 4-هيدروكسي أندروستندويون على تطوير علاجات أفضل مضادة للأستروجين. وبحلول أواخر التسعينيات، ساعد عمل برودي وآخرين على تطوير مثبطات الأروماتاز التي يمكن تناولها عن طريق الفم.
قضت برودي أيضاً وقتاً طويلاً في دراسة مقاومة بعض المرضى للعقاقير. نشأت المقاومة بسبب الضغط الانتقائي من الأدوية بمرور الوقت، كانت الخلايا السرطانية التي أمكن أن تنمو في بيئة خالية من الأستروجين قادرة على التكاثر. اليوم، تستخدم ثلاثة مثبطات أروماتيز (أناستروزول/ anastrozole) و (إكسيميستان/ exemestane) و (ليتروزول/ letrozole) وهي شائعة الاستخدام في جميع أنحاء العالم. فازت برودي بجائزة كيترينج المرموقة في عام 2005، وهو ما يجعلها أول امرأة تحصل على الجائزة، وعلى الرغم من أنّها لم تكن على علم بترشيح اسمها لنيل الجائزة. فقد كانت في ذلك الوقت ضمن هيئة تحرير عدة دوريات تخصصية، وراجعت طلبات المنح لمعاهد الصحة الوطنية الأمريكية، ونشرت أكثر من 200 بحث في مجلات خاضعة لمراجعة الأقران، وكانت عضواً في اتحاد الجيش الأمريكي في برنامج وزارة الدفاع لمكافحة سرطان الثدي. تقاعدت من جامعة ماريلاند في عام 2016.

## حياتها الشخصية ووفاتها
وفقاً لزملاء برودي في العمل فقد كانت «لطيفة وكريمة ولكنها ليست ضعيفة، فكانت تعرف كيف تدافع عن نفسها وتفرض أجندتها الخاصة». وكان «لديها عزم لا يلين وشخصية قيادية إيجابية.» كانت هوايات برودي هي ركوب الخيل والمشي لمسافات طويلة والبستنة.
توفي ابنها جون الذي كان فيزيائياً بسبب حادثة غرق عام 2006.
لم تكن تنوي الاعتزال أبداً، وتعاونت مع فينسنت نجار (بالإنجليزية: Vincent Njar) من جامعة ماريلاند في العمل على مثبطات أروماتاز في علاج سرطان البروستات لبقية حياتها.
طورت برودي عقار (VN / 124-1) أو جالتيرون (بالإنجليزية: galeterone) المانع لتكوّن الأندروجينات مثل التستوستيرون والتي تغذي نمو سرطان البروستات. في عام 2012، أعطت إدارة الغذاء والدواء الأمريكية موافقة سريعة على إجراء تجارب سريرية للعقار، وكانت نتائج تجارب المرحلة الثانية مبشّرة.
كانت مناهضة للتحيز ضد المرأة طوال حياتها المهنية، فقد عملت في لجان مكونة من النساء للأبحاث في الأمراض السرطانية لتشكيل مجتمع أكثر شمولاً.
توفيت في 7 يونيو عام 2017 عن عمر يناهز 82 عاماً في منزلها في قرية فولتون الواقعة في مقاطعة هاوارد بولاية ماريلاند جراء المضاعفات الناجمة عن مرض باركنسون.

## الجوائز
- جائزة فارماسيا وأبجون الدولية للتميز في نشر البحوث السريرية في عام 1998.[16]
- جائزة كومن برينكر للتميز العلمي من سوزان جي كومن للعلاج في عام 2000.[16][23]
- جائزة تشارلز إف. كيترينج من جوائز جنرال موتورز لأبحاث السرطان في عام 2005.[10][24]
- جائزة دوروثي ب. لاندون لأبحاث السرطان التعددية من الرابطة الأمريكية لأبحاث السرطان في عام 2006.[10][18][25]
- جائزة أبطال الرعاية الصحية لعام 2006 برعاية صحيفة ديلي ريكورد.[26]
- ميدالية غريغوري بنكوس من كلية الطب بجامعة ماساتشوستس في عام 2007.[27]
- جائزة جيكوب ولويز غاباي في مجال التكنولوجيا الحيوية والطب في عام 2010.[18]
- جائزة جيل روز للإنجاز العلمي المتميز في عام 2010.[28][29]
- جائزة فارماسيا من الجمعية الأمريكية لعلم الأدوية والعلاجات التجريبية (بالإنجليزية: Pharmacia-ASPET) في عام 2012.[17]
- زمالة الرابطة الأمريكية لأبحاث السرطان في عام 2013.[30][31]

## وصلات خارجية
- مقابلة مع الدكتورة أنجيلا برودي (بالإنجليزية)